# Рэнгем, Ричард
Ричард Рэнгем (Рэнгхэм, англ. Richard Walter Wrangham; род. в 1948) — британский приматолог и антрополог. Преподает физическую антропологию в Гарвардском университете, где его исследовательская группа является частью отдела по человеческой эволюционной биологии (англ. Department of Human Evolutionary Biology). Лауреат стипендии Мак-Артура (1987).
Рэнгем является содиректором Kibale Chimpanzee Project, долгосрочного исследования шимпанзе Каниавары в Национальном парке Кибале, в Уганде. Его исследование достигает высшей точки в изучении человеческой эволюции, где он делает выводы, основываясь на поведенческой экологии обезьян. Будучи аспирантом, Рэнгем учился у известных приматологов — Джейн Гудолл и Роберта Хинде.
Весьма известен своими работами по экологии социальных систем у приматов, эволюционной истории человеческой агрессии (полностью изложенной в его книге Demonic Males, написанной вместе с Дейлом Питерсоном). Также Рэнгем известен по своей недавней книге об истории кулинарии «Зажечь огонь. Как кулинария сделала нас людьми». 
Является вегетерианцем.